# Lokalbahn Drösing–Zistersdorf
| Streckennummer (ÖBB): | 186 01                                          |                    |                    |
| Streckennummer: | 1861                                            |                    |                    |
| Kursbuchstrecke (ÖBB): | –                                               |                    |                    |
| Streckenlänge: | 11,736 km                                       |                    |                    |
| Spurweite: | 1435 mm (Normalspur)                            |                    |                    |
| Streckenklasse: | D4 (Drösing – AB ASA) B2 (AB ASA – Zistersdorf) |                    |                    |
| Maximale Neigung: | 20 ‰                                            |                    |                    |
| Minimaler Radius: | 200 m                                           |                    |                    |
| Streckengeschwindigkeit: | 40 km/h                                         |                    |                    |
| |                                                 |                    |                    |
| \| \| \| von Wien \| \| \| \| 0,000 \| Drösing \| Drösing \| \| \| \| nach Břeclav \| \| \| \| 3,120 \| Ringelsdorf \| Ringelsdorf \| \| \| 4,466 \| Niederabsdorf \| Niederabsdorf \| \| \| 6,328 \| Eichhorn \| Eichhorn \| \| \| 10,600 \| AB A.S.A. \| AB A.S.A. \| \| \| 10,951 \| Gleisende \| Gleisende \| \| \| \| von Dobermannsdorf \| \| \| \| 11,423 \| Zistersdorf \| Zistersdorf \| \| \| \| nach Bad Pirawarth \| \| |                                                 |                    |                    |
| Strecke |                                                 | von Wien           | von Wien           |
| Bahnhof | 0,000                                           | Drösing            | Drösing            |
| Abzweig geradeaus und nach rechts |                                                 | nach Břeclav       | nach Břeclav       |
| ehemaliger Haltepunkt / Haltestelle | 3,120                                           | Ringelsdorf        | Ringelsdorf        |
| ehemaliger Haltepunkt / Haltestelle | 4,466                                           | Niederabsdorf      | Niederabsdorf      |
| ehemaliger Haltepunkt / Haltestelle | 6,328                                           | Eichhorn           | Eichhorn           |
| Abzweig geradeaus und nach rechts | 10,600                                          | AB A.S.A.          | AB A.S.A.          |
| | 10,951                                          | Gleisende          | Gleisende          |
| Abzweig geradeaus und von rechts (Strecke außer Betrieb) |                                                 | von Dobermannsdorf | von Dobermannsdorf |
| Bahnhof (Strecke außer Betrieb) | 11,423                                          | Zistersdorf        | Zistersdorf        |
| Strecke (außer Betrieb) |                                                 | nach Bad Pirawarth | nach Bad Pirawarth |

Die Lokalbahn Drösing–Zistersdorf ist eine Nebenbahn in Niederösterreich. Sie zweigt in Drösing von der Nordbahn ab. In Zistersdorf bestand Anschluss nach Dobermannsdorf sowie Bad Pirawarth, Groß-Schweinbarth und weiter nach Stammersdorf.

## Geschichte
Mit 1. Jänner 1886 wurde der Actiengesellschaft der Kaiser Ferdinands-Nordbahn (KFNB) eine neue Konzession erteilt, die u. a. der Gesellschaft das Recht zum Betrieb der bis dahin erbauten oder erworbenen, dem öffentlichen Verkehr dienenden Eisenbahnen zusicherte. Mit Urkunde vom 19. März 1888 wurden der Actiengesellschaft der Kaiser Ferdinands-Nordbahn für Bau wie Betrieb normalspuriger Lokalbahnen mehrere Konzessionen erteilt, erstgenannt jene für die Strecke von Drösing nach Zistersdorf.
Am 1. Oktober 1889 wurde der Eisenbahnverkehr zwischen Drösing und Zistersdorf aufgenommen (11,306 km). 1906 wurde die KFNB verstaatlicht, und ab 1907 übernahmen die k.k. österreichische Staatsbahnen den Betrieb.
Die Stilllegungswelle ging an der Lokalbahn Drösing–Zisterndorf vorbei. Nachdem noch einige Zeit Altbautriebwagen ÖBB 5044 eingesetzt wurden, übernahmen die Triebwagen ÖBB 5047 den Verkehr. Der Bahnbetrieb wurde 1988 bis zur Haltestelle Zistersdorf Stadt an der Bahnstrecke Bad Pirawarth–Dobermannsdorf verlängert. Am 9. Juni 2001 endete der Personennahverkehr, seit dieser Zeit fahren lediglich Güterzüge der ÖBB (bzw. RCA) in das von Drösing elf Kilometer entfernte Zistersdorf. Im Jahr 2009 wurde der Oberbau der Bahnstrecke weitgehend erneuert um für die Transporte der Müllverbrennungsanlage Zistersdorf die Streckenklasse D4 zu erreichen.
Im Jahr 2009 wurde von der österreichischen Post im Zuge der Eisenbahnserie eine Sonderbriefmarke aufgelegt. 2022 sind rund um den Bahnhof Zistersdorf jegliche noch bestehende Gleisanlagen entfernt worden, das Streckenende befindet sich unmittelbar nach der Anschlussbahn auf km 10,6.

## Streckenverlauf
Vom Bahnhof Drösing der Nordbahn zweigt die Bahnstrecke Richtung Nordwesten in der Marchniederung ab und quert geradlinig den flachen Geländerücken zur Senke des Eichhorner Baches, um diese ab etwa Niederabsdorf südwestwärts zu nutzen. Südlich von Eichhorn wird dann in die Furche des Zistersdorfer Baches westwärts eingetreten, in der man bis zum Endpunkt Zistersdorf gelangt. 

## Galerie

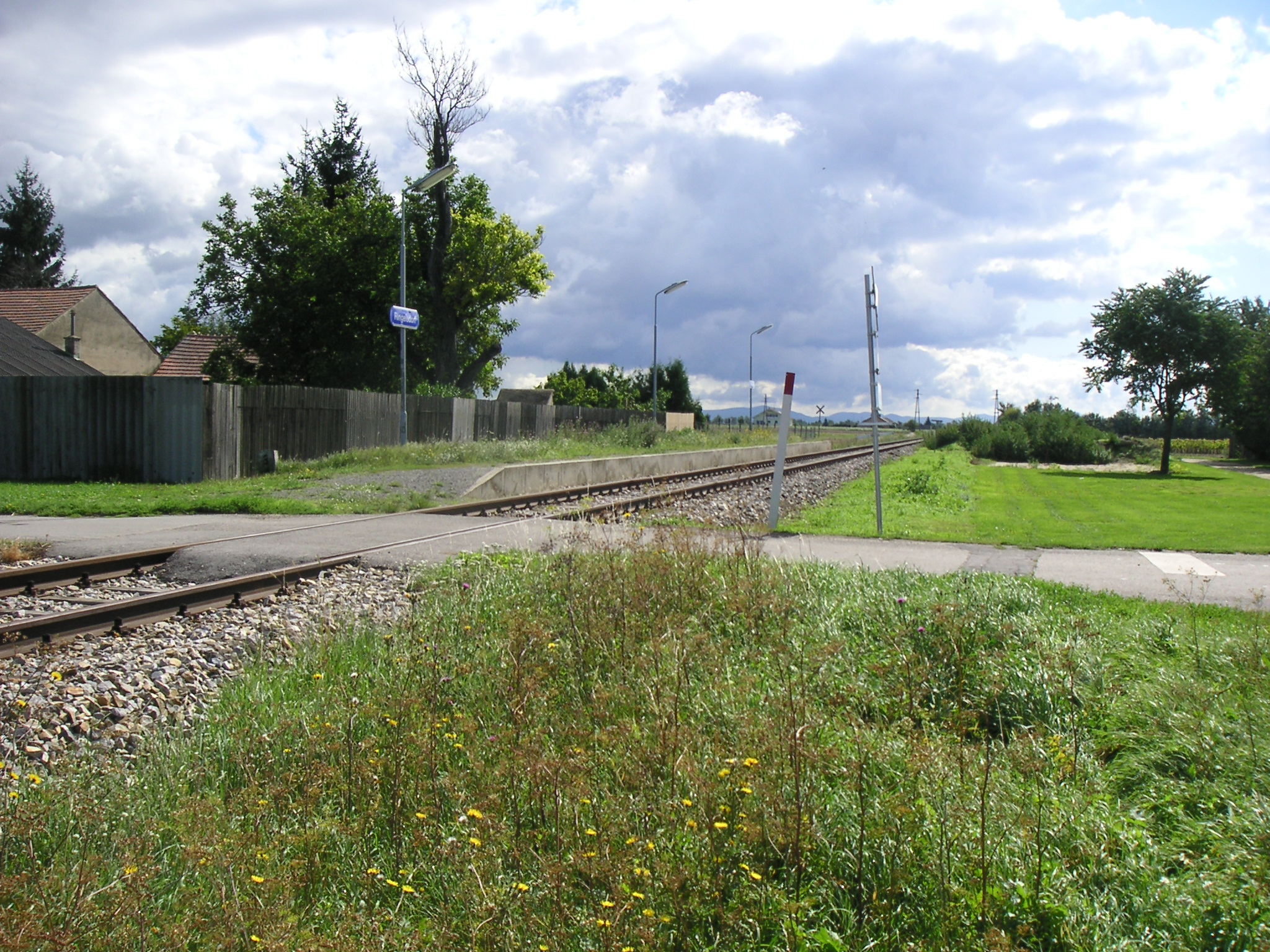
Aufgelassene Haltestelle Ringelsdorf
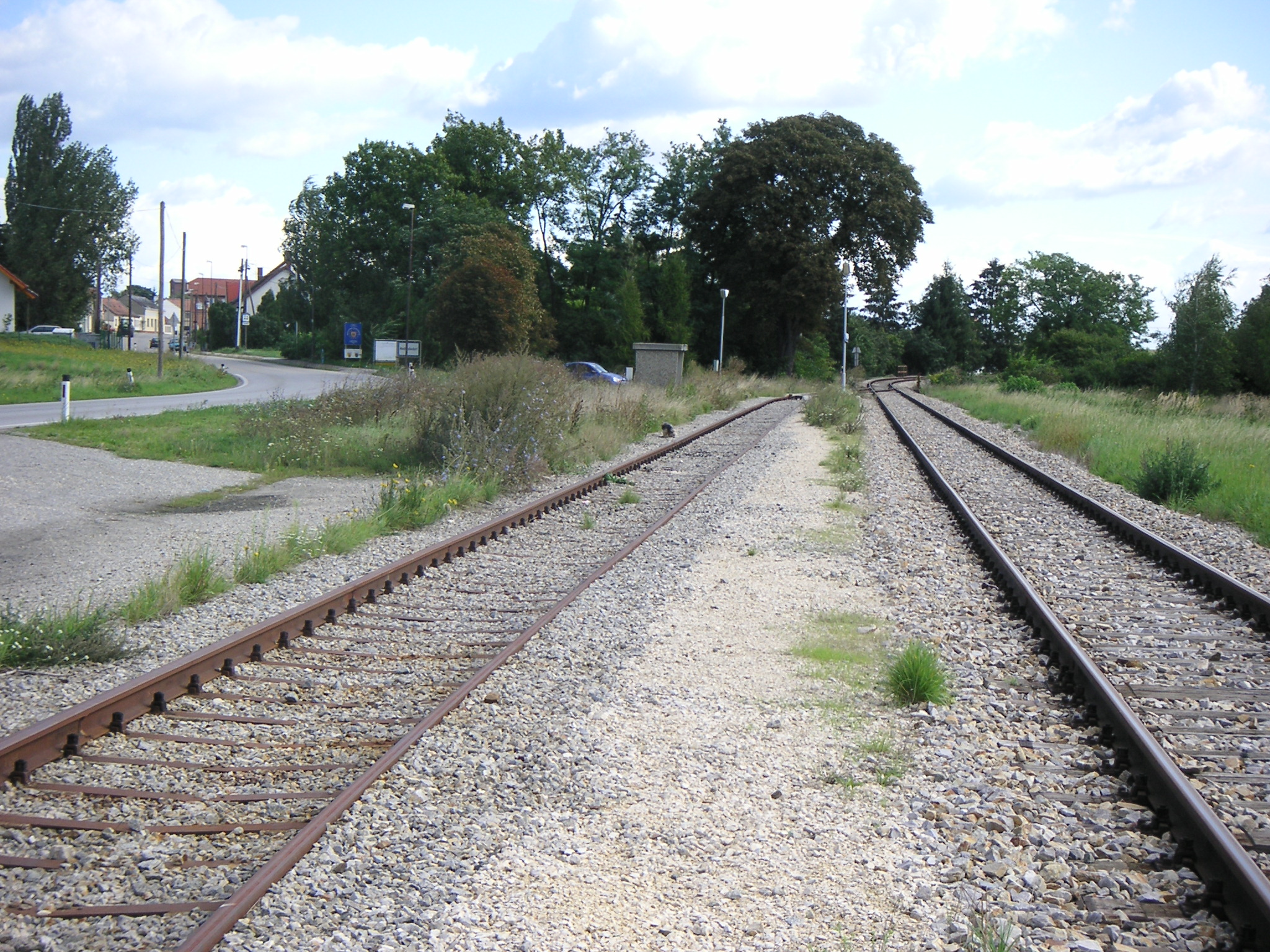
Aufgelassene Haltestelle Niederabsdorf
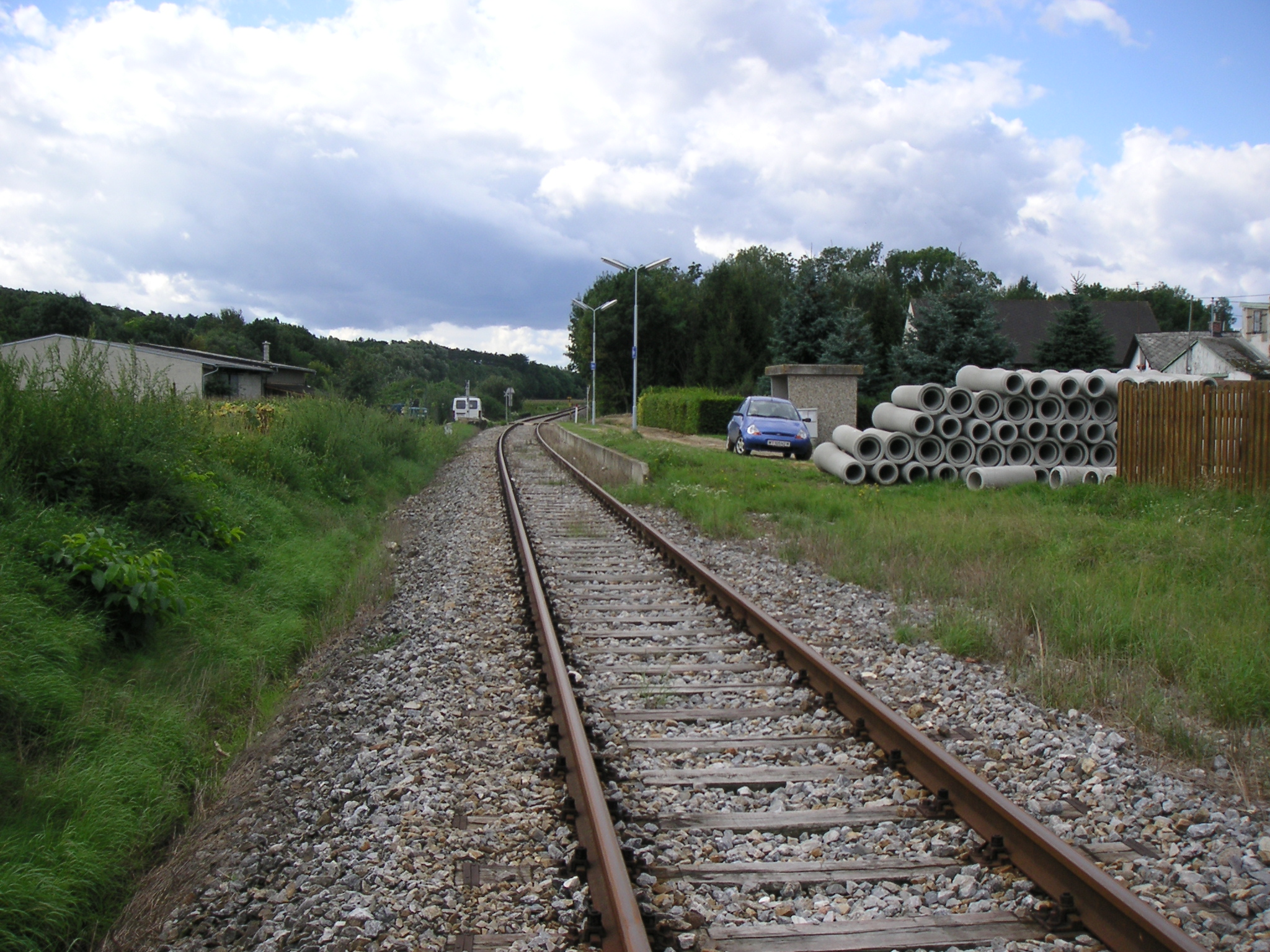
Aufgelassene Haltestelle Eichhorn

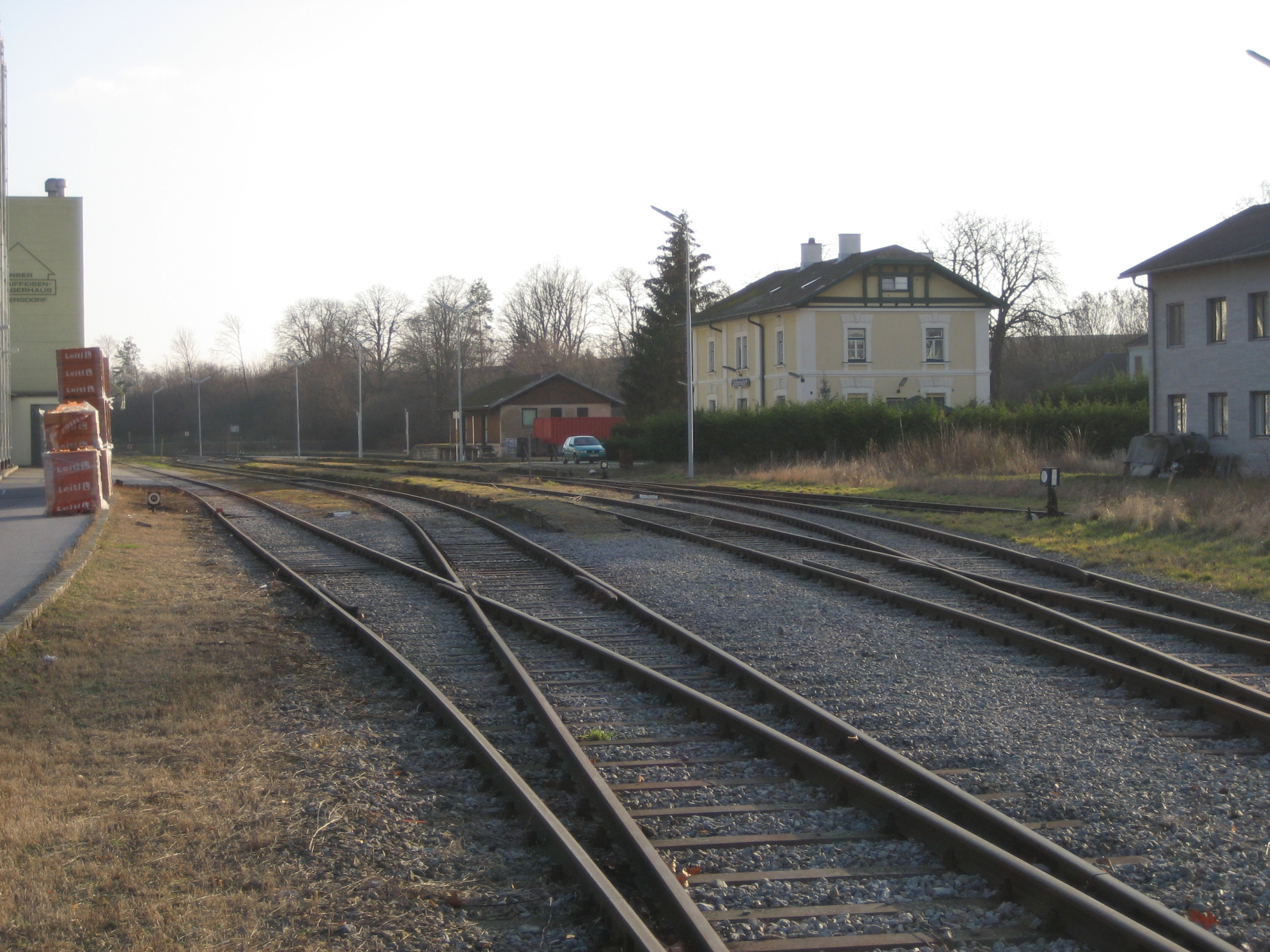
Bahnhof Zistersdorf
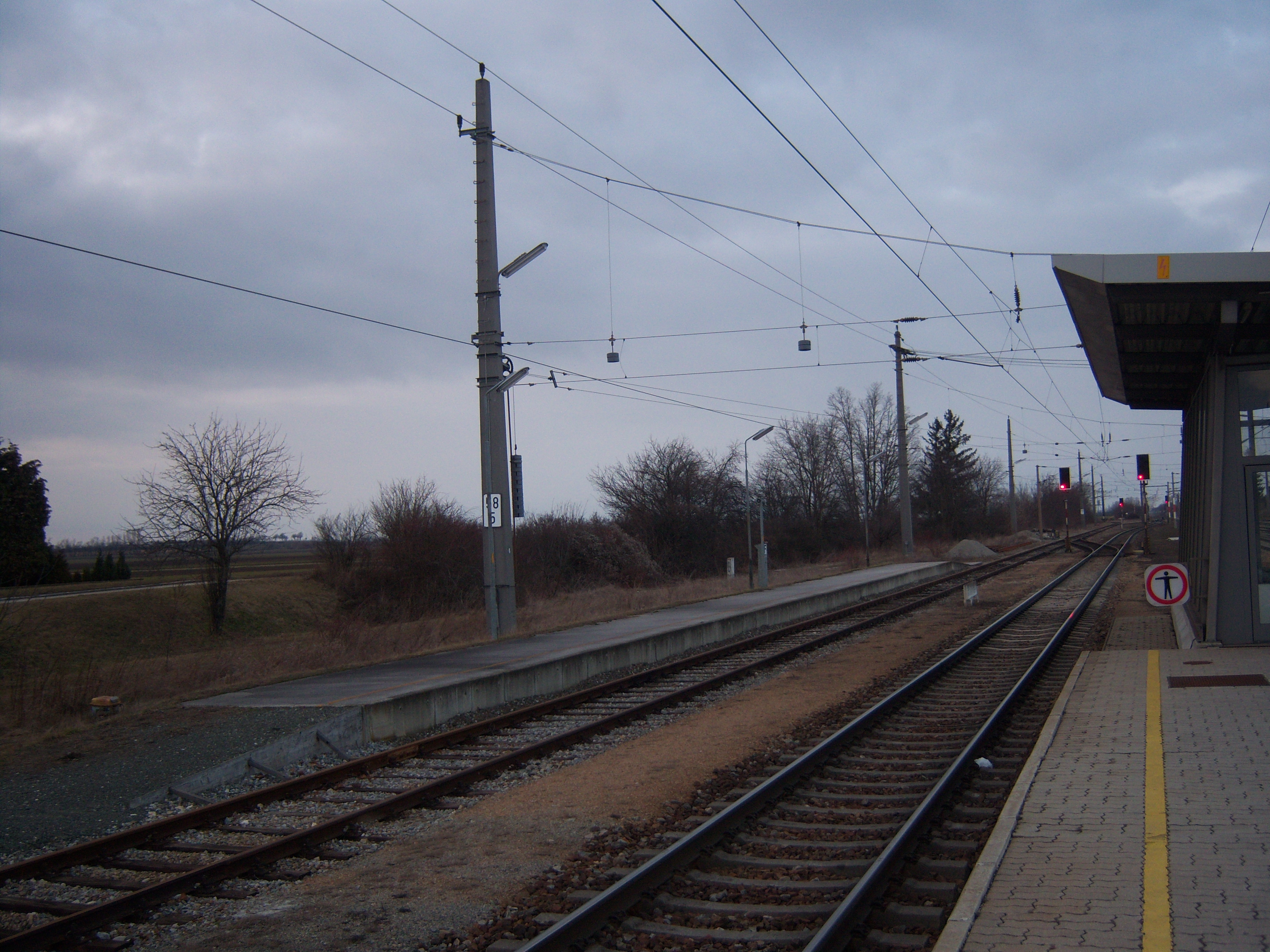
Aufgelassener Bahnsteig 3 in Drösing. Hier fuhren Züge nach Zistersdorf ab
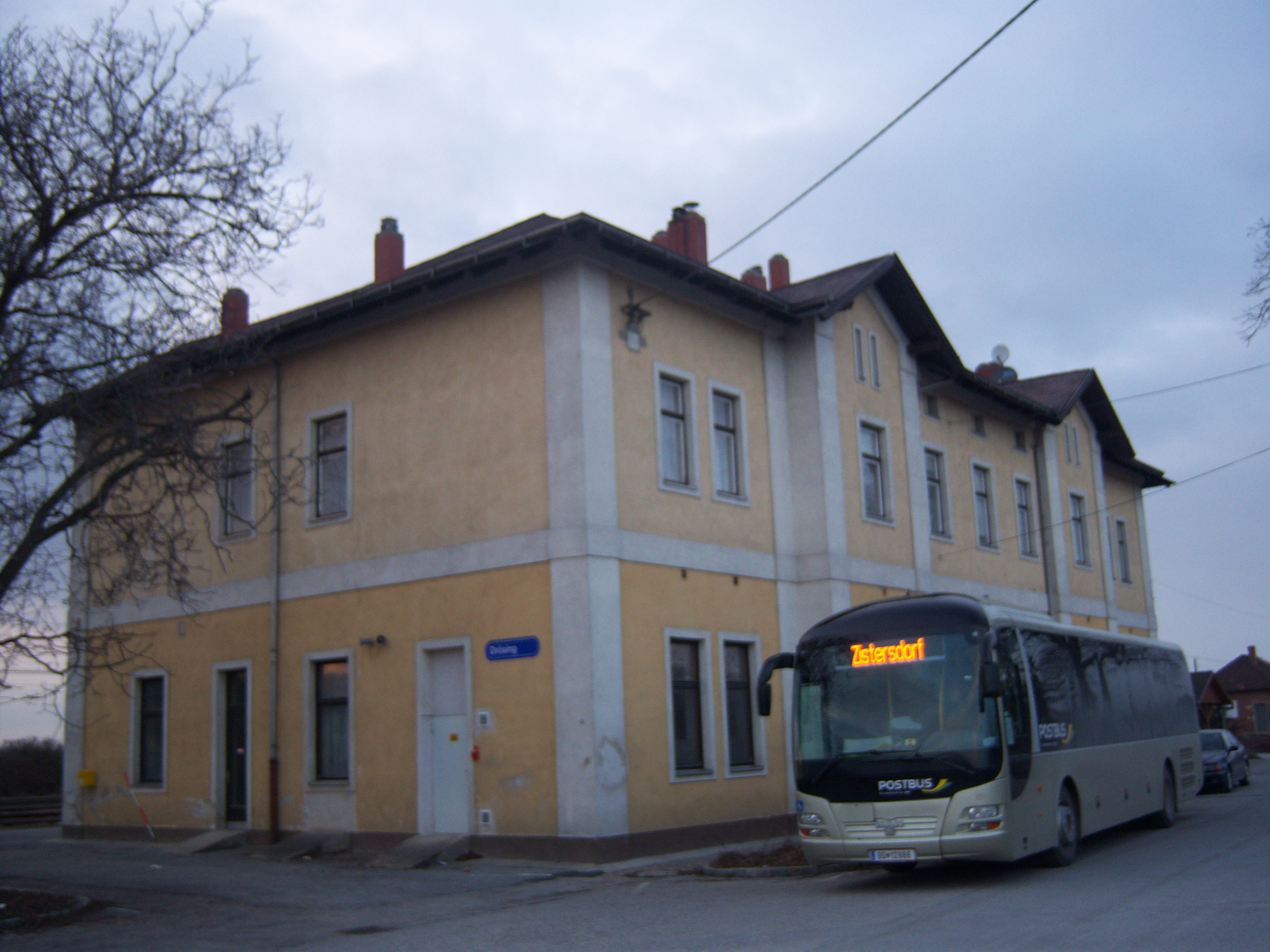
Bus ersetzt Bahn